# Бачинська Олена Анатоліївна
Олена Анатоліївна Бачинська (нар. 3 квітня 1971, Одеса, Українська РСР, СРСР) — доктор історичних наук (2003 р.), професор (2005 р.), завідувач кафедри історії України Одеського університету імені І. І. Мечникова, дослідниця історії Південної України XVIII — початку XX ст. та історії українського козацтва.

## Життєпис
Народилась 3 квітня 1971 у місті Одесі, в сім'ї історика А. Д. Бачинського, у 1988—1993 — навчалася на історичному факультеті Одеського державного університету імені І. І. Мечникова, у 1993—1996 — навчалася в аспірантурі Одеського державного університету імені І. І. Мечникова.
З 1996 О. А. Бачинська працює на кафедрі історії України Одеського національного університету імені І. І. Мечникова на посадах: асистента, старшого викладача (з 1997 р.), доцента (з 1999 р.) та професора (з 2003 р.). У 1997 р. О. А. Бачинська захистила кандидатську дисертацію «Дунайське (Новоросійське) козацьке військо (1828—1869)». Науковий керівник — Самойлов Федір Олександрович, а у 2003 р. — захистила докторську дисертацію «Колонізація українським населенням Придунайських земель. Кінець XVIII — початок XX ст.» Науковий консультант — Заїра Валентинівна Першина.
З 2000 р. О. А. Бачинська — завідувач Відділу історії козацтва на Півдні України Науково-дослідного інституту козацтва при Інституті історії України НАН України (на громадських засадах), який відкритий при історичному факультеті Одеського національного університету імені І. І. Мечникова.
З 24 листопада 2015 О. А. Бачинська — завідувач кафедри історії України Одеського університету імені І. І. Мечникова

## Науковий доробок
Основні дослідження О. А. Бачинської присвячені: історії українського козацтва наприкінці XVIII — XIX ст., заселенню і освоєнню українським населення межиріччя Дністра та Дунаю в XVIII — XIX ст., краєзнавству Одещини. Вона однією з перших досліджувала питання перебування дунайського козацтва на території межиріччя Дністра та Дунаю у XIX ст., запропонувала новий концептуальний підхід дослідження процесів колонізації в зазначеному регіоні шляхом виокремлення проблеми української колонізації із контексту загальної, у взаємодії з представниками інших етнічних груп та на фоні політичних, суспільних і економічних перетворень; включила питання соціально-економічного розвитку Південної Бессарабії до контексту історії Південної України; довела існування і показала роль українського козацтва Південної та Лівобережної України у подіях XIX ст. — так званої «післякозацької доби», чим заповнено прогалину у вітчизняній історіографії; увела значну кількість нових архівних матеріалів до наукового обігу.
О. А. Бачинська автор і упорядник близько 120 наукових праць та 7 монографій, організатор 7 міжнародних і всеукраїнських конференцій, круглих столів, член редколегій 7 наукових часописів. О. А. Бачинська — відповідальний редактор щорічного часопису Відділу історії козацтва на Півдні України «Чорноморська минувшина» (виходить з 2005 р.).

## Наукові публікації
- Козацтво на Півдні України. 1775—1869. — Одеса: Маяк, 1995 (у співавторстві з А. Д. Бачинським).
- Дунайське козацьке військо. 1828—1868 рр. (До 170-річчя заснування). — Одеса: Астропринт, 1998.
- Болгары в казачьих формированиях Южной Украины в конце XVIII — XIX вв. //Българите в Северното Причерноморие: Изследования и материали. — Велико-Търново, 2000. — Т. 7.
- Українське населення Придунайських земель. XVIII — початок XX ст. (заселення й економічне освоєння). — Одеса: Астропринт, 2002.
- Колонізаційна політика Стамбула на Придунайських землях у XVIII ст. // Україна в Центрально-Східній Європі (з найдавніших часів до кінця XVIII ст.). — Вип.3. — К., 2003.
- Бачинська О. Політика Російської імперії щодо задунайського козацтва: стратегія, тактика, заходи //Україна в Центрально-Східній Європі (з найдавніших часів до кінця XVIII ст.). — Вип.4. — К.: Інститут історії України НАН України, 2004.
- Бачинська О. Козацтво в системах Російської і Турецької імперії// Історія українського козацтва: Нариси: У 2 т./ Ред. кол.: В. А. Смолій (відп. ред.) та ін. — К., 2007.-Т.2.
- Одеса козацька. Наукові нариси. — Одеса: Фенікс, 2008. (у співавторстві з Т. Г. Гончаруком, С. Б. Гуцалюком, В. І. Кіровим, А. І. Мисечко, Л. В. Новіковою, В. М. Полтораком).
- Козацтво в «після козацьку» добу української історії (кінець XVIII — XIX ст.). -К.: Вища шк., 2011.
- Пути миграций и процесс стягивания болгарского населения в города Буджака на рубеже XVIII — XIX ст.// Просвета и промяна. — София: Институт за исторически изследования, Българска академия на науките пр БАН, 2010.
- Османські фортеці Буджака на межі XVIII — XIX ст.: залоги й їхній склад=Bucak vilayetinde Osmanlı kaleleri: garnizonların yapısı ve işleyişi (XVIII. Yüzyıl sonu — XIX. Yüzyıl başları) / Олена Бачинська= Olena Baçinska. — Одеса: Астропринт, 2013. (українською та турецькою мовами).